# FIFA Manager (serijal)
FIFA Manager (skraćeno: FIFAM) je ime nogometnih "Manager" videoigara serijala FIFA. Proizvođač FIFA-inih "Manager" igara je EA Sports i izdavač Electronic Arts (kao i kod većine videoigara FIFA serijala). Igra se do 2005. godine zvala Total Club Manager (skraćeno: TCM), a 2006. je promijenjeno u FIFA Manager zajedno i s prvom igrom: FIFA Manager 06. 

Prije serijala FIFAM i TCM, EA Sports je izdao igru FIFA Soccer Manager (1997.) i serijal Premier League Football Manager (1999. – 2002.) s igrama Premier League Football Manager 99, 2000, 2001 i 2002.
U 2001. godini, nekoliko ljudi, koji su izumili popularne videoigre Anstoss iz Njemačke software kuće zvane Ascaron, otišli su u EA, te prva igra, Fussball Manager 2002, je izašla samo u Njemačkoj i je bila test za serijal. Prva igra u serijalu, Total Club Manager 2003, bila je slična kao njemačka Anstoss 3, samo puno "ozbiljnija". Na omotu igre bio je Bobby Robson (po drugi put,  bio je na omotu igre FIFA Soccer Manager).
Total Club Manager (TCM 2004 i TCM 2005) je bio izdan za PC, Xbox i PlayStation 2, dok su sve ostale igre bile samo za PC. Verzije za Playstation 2 i Xbox su proizvođene za tvrtku "EA Canada" od "Budcat Creationsa".

## Ime serijala
Serijal se različito naziva diljem svijeta. Najčešće je korišten ovaj engleski naziv "FIFA Manager", pa se tako serijal zove i u Hrvatskoj, no zemlje poput Njemačke, Italije, i ostalih, koriste različita imena, prevedana na njihov jezik.

Današnja imena FIFA Manager serijala u poznatijim Europskim državama: 
- Njemačka - Fussball Manager (FM)
- Italija - Total Club Manager
- Francuska - LFP Manager
- Španjolska - Total Club Manager

## Sve igre
| Ime                     | Godina |
| ----------------------- | ------ |
| Total Club Manager 2003 | 2002.  |
| Total Club Manager 2004 | 2003.  |
| Total Club Manager 2005 | 2004.  |
| FIFA Manager 06         | 2005.  |
| FIFA Manager 07         | 2006.  |
| FIFA Manager 08         | 2007.  |
| FIFA Manager 09         | 2008.  |
| FIFA Manager 10         | 2009.  |
| FIFA Manager 11         | 2010.  |

## Omoti
Omoti igara FIFAM serijala su većinom ljudi koji su obilježili nogometnu godinu kad je igra izašla. Samo na igrama serijala Total Club Manager su se pojavljivale poznate osobe; na "FIFA Manager" igrama bili su samo detalji.
Omoti igre bili su sljedeći:
| Igra                    | Osoba na omotu |
| ----------------------- | -------------- |
| Total Club Manager 2003 | Bobby Robson   |
| Total Club Manager 2004 | Martin O'Neill |
| Total Club Manager 2005 | José Mourinho  |

## Vanjske poveznice
- Službena stranica
- ManagerFifa (španjolski)  Arhivirana inačica izvorne stranice od 23. siječnja 2010. (Wayback Machine)
- Fifa Manager PT (portugalski)  Arhivirana inačica izvorne stranice od 26. listopada 2011. (Wayback Machine)
- FIFA Romania (rumunjski)  Arhivirana inačica izvorne stranice od 19. rujna 2019. (Wayback Machine)